# Biłećke (rejon połoński)
Biłećke (ukr. Білецьке, pol. Bieleckie, Bieleck) – wieś na Ukrainie, w obwodzie chmielnickim, w rejonie połońskim, położona nad rzeką Derewiczką.

## Historia
W 1583 roku Bieleckie należało do włości książąt Ostrogskich. W połowie XVII wieku było własnością Anny Aloizy z książąt Ostrogskich, żony hetmana Jana Karola Chodkiewicza. W XIX w. stanowiło własność Żurakowskich. Pod koniec XIX w. właścicielami byli Maria Ostaszewska, córka Adama Ostaszewskiego i Marii z Żurakowskich, i jej stryj Józef Żurakowski.
Dawniej wieś należała do parafii Ostropol w dekanacie Żytomierz. Według Słownika geograficznego Królestwa Polskiego należała do gminy kustawieckiej.

## Zabytki
- Pałac w Bieleckiem - wybudowany w stylu klasycystycznym w pierwszej połowie XIX w. przez Brygidę Żurakowską bądź jej syna Henryka Benedykta Żurakowskiego[3], których ród wywodził się z miejscowości Żuraki[4] (ukr. Жураки) w rejonie bohorodczańskim, na ziemi halickiej[5].